# Zola terranea
Zola terranea là một loài bướm đêm trong họ Geometridae.